# إيفان غوغ
إيفان غوغ (بالإنجليزية: Ivan Gough)‏ هو دي جيه أسترالي، ولد في 19 مايو 1969.